# Chrysobothris nigriventris
Chrysobothris nigriventris es una especie de escarabajo del género Chrysobothris, familia Buprestidae. Fue descrita científicamente por Théry en 1928.